# Marie Chevallier
Marie Chevallier, née Crocombette le 29 août 1926 à Palladuc, morte le 17 juillet 2016 à Fontenay-sous-Bois, est une poétesse, romancière et essayiste française.
Elle a créé la revue Cahiers de poésie et de poétique ibérique et ibéro-américaine.

## Biographie
Marie Crocombette naît le 29 août 1926 à Palladuc, fille d'un paysan et monteur de couteaux. Après avoir étudié à l'école normale de Clermont-Ferrand, elle devient institutrice en Tunisie. Après avoir obtenu l'agrégation en 1952, elle travaille avec Françoise Martorell sur une traduction en français d'un poème de Gabriel Celaya, intitulée Irréductible diamant, publiée en 1957.
Elle soutient en 1972 une thèse de doctorat en lettres intitulée L'homme, ses œuvres et son destin dans la poésie de Miguel Hernández, puis devient maitresse de conférences à la faculté des lettres de Nanterre de 1976 à 1982. Elle déménage à Vincennes en 1983.
Autrice de recueils de poésie récompensée en 1986 par le prix Marie Noël pour son recueil Poèmes du cafurou, en 1989 par le prix Marceline Desbordes-Valmore et par le prix Amélie Murat pour son recueil Fauvelle, et en 1991 par le prix Maïse Ploquin-Caunan de l'Académie française pour son recueil Pour une même gerbe, elle obtient en 1992, avec Jean-Louis Picoche, le prix Saint-Exupéry dans la catégorie roman pour l'ouvrage L'histoire d'un peintre et d'une infante.
Elle meurt à Fontenay-sous-Bois le 17 juillet 2016.

## Famille
Marie Crocombette épouse le 1er août 1946, à Palladuc, Alfred Chevallier, né Saint-Joanis le 30 avril 1921 dans le quatorzième arrondissement de Paris. Combattant des FFL, il travaille ensuite à la direction générale de l'Aviation civile et meurt le 29 juillet 2019 à Saint-Mandé.

## Prix et distinctions
- Prix Marie Noël
- Prix Marceline Desbordes-Valmore pour Fauvelle
- Prix Amélie Murat pour Fauvelle
- Prix Maïse Ploquin-Caunan 1991 de l'Académie française pour Pour une même gerbe
- Prix Saint-Exupéry Valeurs Jeunesse pour Histoire d'un peintre et d'une infante
- Officière de l'ordre des Palmes académiques[3]